# Idiocera sedata
Idiocera sedata är en tvåvingeart som först beskrevs av Alexander 1970.  Idiocera sedata ingår i släktet Idiocera och familjen småharkrankar.
Artens utbredningsområde är Rwanda. Inga underarter finns listade i Catalogue of Life.